# Mirko Jozić
Mirko Jozić (Trilj, 8 april 1940) is een voormalig Kroatisch (1960–1967, destijds onderdeel van Joegoslavië) voetballer, die vooral naam maakte als voetbaltrainer. Hij leidde Joegoslavië onder 20 in 1987 naar de wereldtitel en won met Colo-Colo als eerste en tot dusver enige Chileense club in 1991 het toernooi om de CONMEBOL Libertadores. Hiermee werd hij de eerste Europese voetbaltrainer ooit die deze Zuid-Amerikaanse clubprijs won. Jaren later lukte het de Portugezen Jorge Jesus (Flamengo in 2019) en Abel Ferreira (Palmeiras in 2020, 2021) ook om als trainer de Zuid-Amerikaanse hoofdprijs te winnen. Met Colo-Colo won hij tevens de CONMEBOL Recopa in 1991 en de Copa Interamericana in 1992. Met Al-Hilal won hij in 1997 de Asian Cup Winners' Cup. Ook was hij bondscoach van Chili (1994) en Kroatië (2000–2002), waarmee hij zich in 2002 kwalificeerde voor het wereldkampioenschap voetbal in Japan en Zuid-Korea.

## Erelijst
NK Junak
- 3. Savezna liga: 1970/71

 Joegoslavië onder 20
- Wereldkampioenschap voetbal onder 20: 1987

 Colo-Colo
- Primera División: 1990, 1991, 1993
- Copa Chile: 1990
- CONMEBOL Libertadores: 1991
- CONMEBOL Recopa: 1991
- Copa Interamericana: 1992

 Al-Hilal
- Asian Cup Winners' Cup: 1996/97